# 高島警察署
高島警察署（たかしまけいさつしょ）は、滋賀県警察が管轄する警察署の一つである。

## 所在地
- 滋賀県高島市今津町中沼2丁目4

## 管轄区域
- 高島市

## 沿革
- 1954年（昭和29年）7月：警察法改正により市警察から滋賀県警察に統合となる。
- 2005年（平成17年）1月1日：市町村合併により高島市ができたことに併せ、名称を「滋賀県今津警察署」から「滋賀県高島警察署」に変更した。
- 2023年（令和5年）3月7日：滋賀県との間で、原子力事故が発生した場合、びわ湖こどもの国の施設を利用できるようにする協定を結んだ[1]。

## 交番
（ ）の中は所在地
- 弘川交番（高島市今津町弘川615番地1）
- 新旭交番（高島市新旭町北畑1丁目16番地5）
- 安曇川駅前交番（高島市安曇川町中央1丁目1番地9）
- 勝野交番（高島市勝野3058番地）

## 駐在所
（ ）の中は所在地
- 海津警察官駐在所（高島市マキノ町西浜239番地1）
- 蛭口警察官駐在所（高島市マキノ町蛭口1355番地3）
- 朽木警察官駐在所（高島市朽木市場610番地2）
- 古賀警察官駐在所（高島市安曇川町下古賀1186番地）
- 船木警察官駐在所（高島市安曇川町南船木192番地5）